# تشانغ ون بين
تشانغ ون بين (بالصينية: 张文彬، يوليو 1937- 20 فبراير 2019) عالم آثار صيني، وأمين متحف وسياسي. شغل منصب مدير الإدارة الوطنية للتراث الثقافي ورئيس جمعية المتاحف الصينية.